# Nieuport
«Ньюпо́р» (фр. Nieuport), позднее «Ньюпо́р-Дела́ж» (фр. Nieuport-Delage) — французская авиастроительная компания, существовавшая в период с 1902 по 1932 год. До Первой мировой войны производила гоночные самолёты, во время и после войны — истребители. На истребителях фирмы летало множество лётчиков Антанты, в их числе французский ас Жорж Гинемер.

## История

### Начальный этап

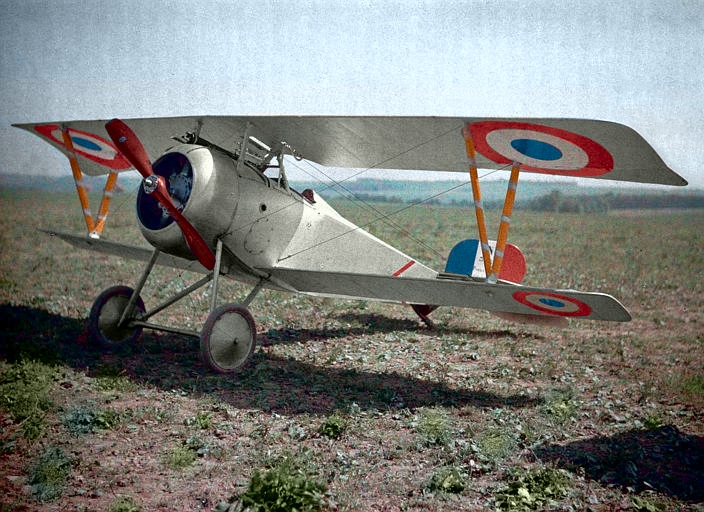
Ньюпор 17 °C.1 — истребитель времён Первой мировой войны

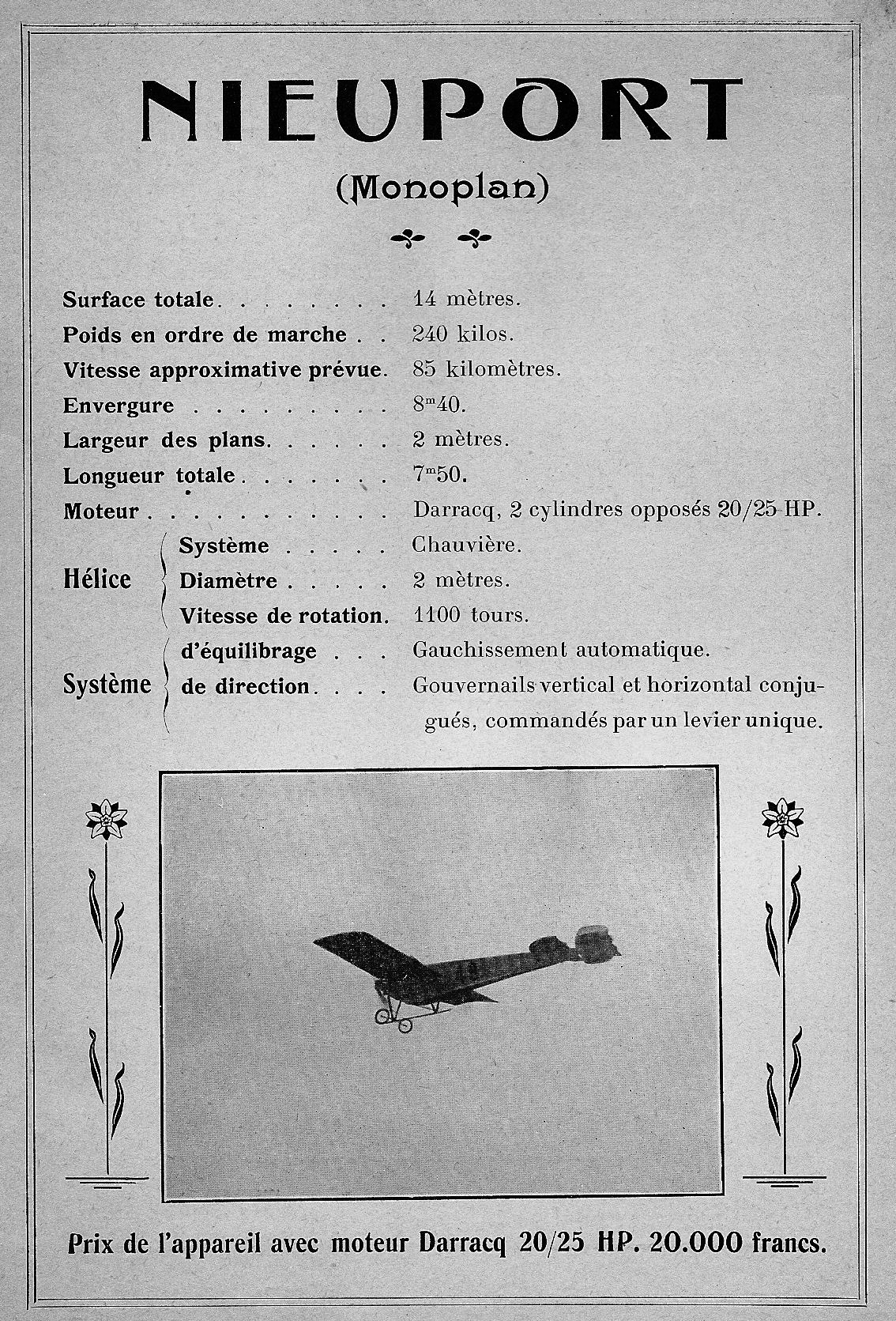
Каталог монопланов Ньюпор, около 1911

Первоначально основана под названием «Ньюпор-Дюплекс» (фр. Nieuport-Duplex) в 1902 году для производства деталей двигателей (завоевала в этом качестве хорошую репутацию). В 1909 году фирма была преобразована в «Сосьетэ Женераль д’Аэро-локомосьон» (фр. Société Générale d’Aéro-locomotion) и вышла со своей продукцией (включая детали систем зажигания) на рынок авиастроения. В это время был построен первый самолёт фирмы — небольшой одноместный моноплан, вскоре уничтоженный наводнением. Второй построенный самолёт взлетел в конце 1909 года, имея все принципиальные особенности современных самолётов, включая горизонтальное оперение, создающее отрицательную подъёмную силу (то есть подъёмная сила стабилизатора была направлена вниз, а не вверх, как, например, на самолётах фирмы Блерио Аэронотик (фр. Blériot Aéronautique)) — такая схема более безопасна, и полностью закрытый фюзеляж, защищавший лётчика от подвижных элементов конструкции.
В 1911 году компания была переориентирована непосредственно на выпуск самолётов (хотя и продолжала выпускать всю номенклатуру отдельных деталей, включая воздушные винты) и получила название «Ньюпор э Деплант» (фр. Nieuport et Deplante).
В 1911 году Эдуар Ньюпор (фр. Edouard Nieuport) (один из нескольких братьев) погиб, выпав из самолёта, и компанию возглавил Анри Дойч де ла Мёрт (фр. Henri Deutsch de la Meurthe), известный энтузиаст развития авиации. При его финансировании название изменено на «Сосьетэ Аноним дез Этаблиссман Ньюпор» (фр. Société Anonyme des Établissements Nieuport), а разработка текущих проектов была продолжена, хотя Шарль Ньюпор (фр. Charles Nieuport) (второй по старшинству из братьев) погиб в другом лётном происшествии (он сорвался в штопор) в 1912 году, и место главного конструктора занял швейцарский инженер Франц Шнейдер (фр. Franz Schneider), более известный своими работами у его следующего нанимателя, германской фирмы L.V.G., и затяжной борьбой с Антоном Фоккером (нем. Anton Herman Gerard 'Anthony' Fokker) за патенты на синхронизатор для пулемёта. Шнейдер покинул фирму Nieuport в конце 1913 года.

### Гюстав Делаж и Первая мировая война

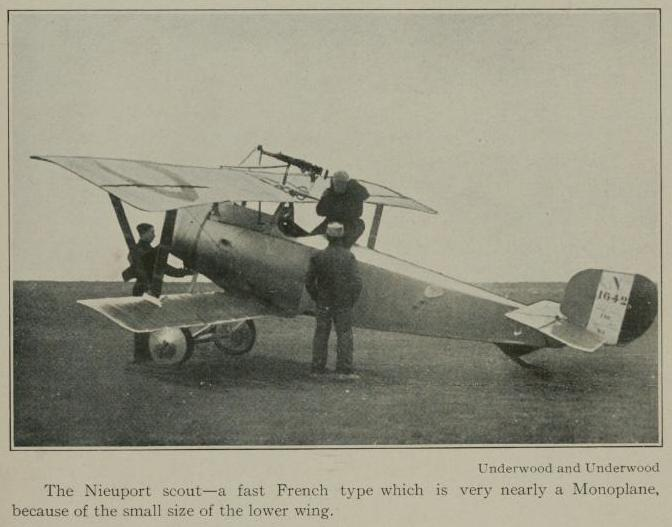
Истребитель Ньюпор 11

После ухода Шнейдера главным конструктором в январе 1914 года стал Гюстав Делаж (не имеет никакого отношения к автомобильной компании Delage). Новый генеральный конструктор приступил к разработке гоночного полутороплана — разновидности биплана, нижнее крыло которого имеет значительно меньшую хорду, нежели верхнее и представляет собой однолонжеронную конструкцию вместо обычно используемой двухлонжеронной. Этот самолёт не был готов к началу Первой мировой войны, но под обозначением Ньюпор 10 широко применялся Военно-воздушными силами Королевского военно-морского флота (англ. Royal Naval Air Service, сокр. RNAS), а также французскими и российскими военно-воздушными силами. Лётные характеристики Ньюпор 10 и более Ньюпор 12, также состоявших на вооружении Королевского лётного корпуса (англ. Royal Flying Corps, сокр. RFC), были таковы, что позволяли применять указанные самолёты как истребители. Улучшив конструкцию Ньюпора 10 и уменьшив его размеры, фирма Nieuport создала самолёт, изначально разработанный как истребитель — Ньюпор 11 (также известен как «Ньюпор Бебе́» (от фр. bébé — малютка, дитя).
До конца 1917 года большинство самолётов фирмы имели компоновочную схему полутороплана, принципиально аналогичную Ньюпору 10, конструкция которой от одного типа к другому последовательно улучшалась: устанавливались более мощные двигатели, крылья большего размаха, совершенствовалась конструкция фюзеляжа; пока этот ряд не завершился появлением Ньюпора 27. Ньюпоры с V-образными стойками страдали от слабости конструкции, присущей схеме полутораплана, и требовали осторожного пилотирования во избежание поломок крыла. К марту-апрелю 1917 года полуторапланная конструкция морально устарела по сравнению с новейшим германским Albatros D.III, и в военно-воздушных силах Франции самолёты-полуторопланы стали заменять на SPAD S.VII. Большинство позднейших одноместных Ньюпоров использовались в качестве учебных самолётов углублённой лётной подготовки, а не боевых истребителей, хотя несколько лётчиков, в особенности Альберт Болл и Шарль Нежессье, предпочитали воевать на «ньюпорах». Лётчики Эдвард Рикебакер и Уильям «Билли» Бишоп одержали на «ньюпорах» некоторые из своих первых побед.
Следующий проект, Ньюпор 28, стал для фирмы Nieuport первым самолётом с двухложеронной конструкцией как верхнего, так и нижнего крыльев, хотя силовой набор остался достаточно слабым. Французские ВВС уже выбрали SPAD S.XIII для замены SPAD S.VII и выпущенные к данному моменту Ньюпоры 28, казалось, ждала участь тренировочных машин. Но из-за нехватки SPAD S.XIII первые истребительные эскадрильи Авиационной службы Армии США (англ. United States Army Air Service, сокр. USAAS), получили на вооружение Ньюпоры 28. За время своей недолгой службы в USAAS Ньюпор 28 стал первым истребителем, применённым авиачастью США в бою.

### После Первой мировой войны
К концу 1918 года фирма выпустила в полёт два новых типа: Ньюпор 29 и Ньюпор 31. 29-й отличался от более ранних Ньюпоров обтекаемым деревянным фюзеляжем-монококом, двигателем «Испано-Сюиза» мощностью 300 л. с. и сильно расчаленной двухстоечной бипланной коробкой. 31-й был монопланом, выросшим из того же фюзеляжа, что и 28-й. Специально модифицированные варианты Ньюпоров 29 и 31 установили рекорды скорости и высоты, а 31-й, кроме того, стал первым самолётом, превысившим скорость 200 миль в час (322 км/ч) в горизонтальном полёте под управлением Жозефа Сади-Лекуэнта (фр. Joseph Sadi-Lecointe).
В 1921 году фирма «Ньюпор» поглотила компанию «Сосьете Астра» (фр. Société Astra), известную своими воздушными шарами, после чего недолгое время называлась «Ньюпор-Астра». Вскоре название было изменено «Ньюпор-Делаж» в честь заслуг главного конструктора, Гюстава Делажа, который провёл компанию сквозь военные годы. В это время также была поглощена компания Теллье (фр. Tellier), производившая гидросамолёты.
Несмотря на многочисленные успехи, продемонстрированные 29-м и 31-м в установлении рекордов скорости и высоты, Делаж быстро переключился на новую разработку — NiD.42, который стал самолётом, заложившим основу семейства самолётов, остававшегося на вооружении вплоть до капитуляции Франции во время Второй мировой войны. Этот проект, на первый взгляд лёгкий, как гоночный самолёт с укороченным крылом (42S), потом одноместный (42 °C.1) и двухместный (42 °C.2) истребители для французских ВВС, хотя ни один из них не был принят на вооружение.
Ньюпор-Делаж NiD.52 был принят на вооружение в Испании и оставался в строю до начала гражданской войны, хотя к этому времени он уже устарел и был снят с вооружения ещё до конца войны. После этого Франция закупила много самолётов 62 серии (620, 621, 622, 629) которые состояли на вооружении большинства французских истребительных частей, пока не были заменены новыми самолётами в конце 1930-х гг. Несмотря на то, что 62-я серия безнадёжно устарела, несколько французских эскадрилий второй линии ещё были укомплектованы этими машинами во время вторжения во Францию. Разрабатывались и другие самолёты, большинство из которых осталось в единичных экземплярах или их разработка не была закончена.
Последние самолёты, разрабатывавшиеся фирмой, большей частью были закончены фирмами-преемниками, поскольку в 1933 году Nieuport объединился с компанией «Луа́р» (фр. Ateliers et Chantiers de la Loire) и образовал компанию «Луар-Ньюпор» (фр. Loire-Nieuport); потом, в период слияний во французской авиапромышленности, в 1936 году был преобразован в «Сосьете насьональ де конструксьон аэронотик де л’уэст» (фр. Société nationale des constructions aéronautiques de l’ouest, сокр. SNCAO) — «Западную государственную авиастроительную компанию». Из этих самолётов на вооружение был принят только Луар-Ньюпор LN.401 — одноместный однодвигательный пикирующий бомбардировщик-моноплан с крылом «обратная чайка», делавшим его похожим на Junkers Ju 87.

### Ликвидация фирмы Ньюпор
В 1932 году в результате принудительных слияний, имевших место во французской авиационной промышленности, Делаж покинул фирму и компания «Ньюпор-Делаж», хотя и на короткое время, снова стала называться «Ньюпор», прежде чем стать Loire-Nieuport и затем полностью исчезнуть в SNCAO. Без опытного главного конструктора компания не смогла как прежде разрабатывать легендарные самолёты и почти полностью исчезла перед Второй мировой войной. SNCAO в конечном счёте была поглощена мощной корпорацией «Аэроспасьяль» (фр. Aérospatiale); архивы компании частично погибли во время Второй мировой войны, а оставшаяся их часть была сожжена, чтобы она не попала в руки немцев. Тем не менее это не помешало немцам обвинить нескольких сотрудников фирмы в шпионаже, поскольку последний самолёт, носивший название «Ньюпор», был необычайно похож на Junkers 87 — хотя в отличие от него был одноместным и с убирающимся шасси.

## Продукция
- Nieuport II — одноместный спортивный моноплан
- Nieuport III — одноместный спортивный моноплан
- Nieuport IV — двухместный спортивный моноплан
- Nieuport VI — двухместный спортивный моноплан
- Nieuport VII — двухместный спортивный моноплан
- Nieuport VIII — двухместный спортивный моноплан
- Nieuport IX — двухместный спортивный моноплан
- Nieuport X — двухместный спортивный моноплан
- Nieuport 10 — спортивный биплан, позднее широко применялся в военных целях
- Nieuport 11 — истребитель-биплан. Первый истребитель «Ньюпора»
- Nieuport 12 — двухместный самолёт-корректировщик, разработан на базе Nieuport 10
  - Nieuport 80 и 81 — учебные версии Nieuport 12, оснащённые 80-сильным двигателем
- Nieuport 14 — двухместный разведывательный биплан
  - Nieuport 82 — учебная версия Nieuport 14, оснащённая 80-сильным двигателем
- Nieuport 15 — бомбардировщик-биплан
- Nieuport 16 — истребитель-биплан на базе Nieuport 11, оснащённого двигателем Le Rhône 9J
- Nieuport 17 — истребитель-биплан, конструктивно во многом аналогичный Nieuport 11, но с двигателем от Nieuport 16 и более крупными крыльями
- Nieuport 18
- Nieuport 20 — двухместный самолёт артиллерийской корректировки, разработанный на базе Nieuport 12
- Nieuport 21 — самолёт углублённой лётной подготовки, вариант Nieuport 17 с маломощным двигателем
- Nieuport 23 — истребитель-биплан, развитие Nieuport 17
- Nieuport 24 — истребитель-биплан; улучшенная версия Nieuport 17. Состоял на вооружении Франции, британского Королевского лётного корпуса (RFC), Военно-воздушных сил Королевского военно-морского флота (RNAS), (Императорского военно-воздушного флота России), Авиационной службы Армии США (USAAS) и, после войны, в Японии и ещё нескольких стран.
- Nieuport 25 — истребитель-биплан; улучшенная версия Nieuport 17
- Nieuport 27 — истребитель-биплан конца Первой мировой войны — первоначально — окончательный вариант Nieuport 24.
- Nieuport 28 — истребитель-биплан конца Первой мировой войны — первый биплан Nieuport, выполненный не как полутороплан.
- Nieuport 29
- Nieuport 31
- Nieuport 32
- Nieuport 140
- Nieuport 160
- Nieuport Monoplan
- Nieuport Nightjar
- Nieuport Scout
- Nieuport-Delage NiD 29 — истребитель-биплан, состоявший на вооружении Франции, Японии, Испании, Швеции, Таиланда, Аргентины, Италии и других стран.
- Nieuport-Delage NiD 30T
- Nieuport-Delage NiD 31 — истребитель-моноплан
- Nieuport-Delage NiD 32
- Nieuport-Delage NiD 33
- Nieuport-Delage NiD 37
- Nieuport-Delage NiD 38
- Nieuport-Delage NiD 390
- Nieuport-Delage NiD 40R
- Nieuport-Delage NiD 42 — истребитель-полутороплан
- Nieuport-Delage NiD 43
- Nieuport-Delage NiD 44
- Nieuport-Delage NiD 46
- Nieuport-Delage NiD 48
- Nieuport-Delage NiD 50
- Nieuport-Delage NiD 52 — истребитель-полутороплан
- Nieuport-Delage NiD 540
- Nieuport-Delage NiD 560
- Nieuport-Delage NiD 570
- Nieuport-Delage NiD 580
- Nieuport-Delage NiD 590
- Nieuport-Delage NiD 60
- Nieuport-Delage NiD 62 — истребитель-полутороплан
- Nieuport-Delage NiD 640 или NiD-641
- Nieuport-Delage NiD 690
- Nieuport-Delage NiD 72
- Nieuport-Delage NiD 740
- Nieuport-Delage NiD 80
- Nieuport-Delage NiD 81
- Nieuport-Delage NiD 82
- Nieuport-Delage NiD 83
- Nieuport-Delage NiD 84
- Nieuport-Delage NiD 85
- Nieuport-Delage NiD 940
- Nieuport-Delage NiD 120 подобен NiD.125
- Nieuport-Delage NiD 225
- Nieuport & General B.N.1
- Nieuport & General Nighthawk
- Loire-Nieuport LN.40 — одноместный одномоторный пикирующий бомбардировщик с крылом типа «обратная чайка».

## Галерея

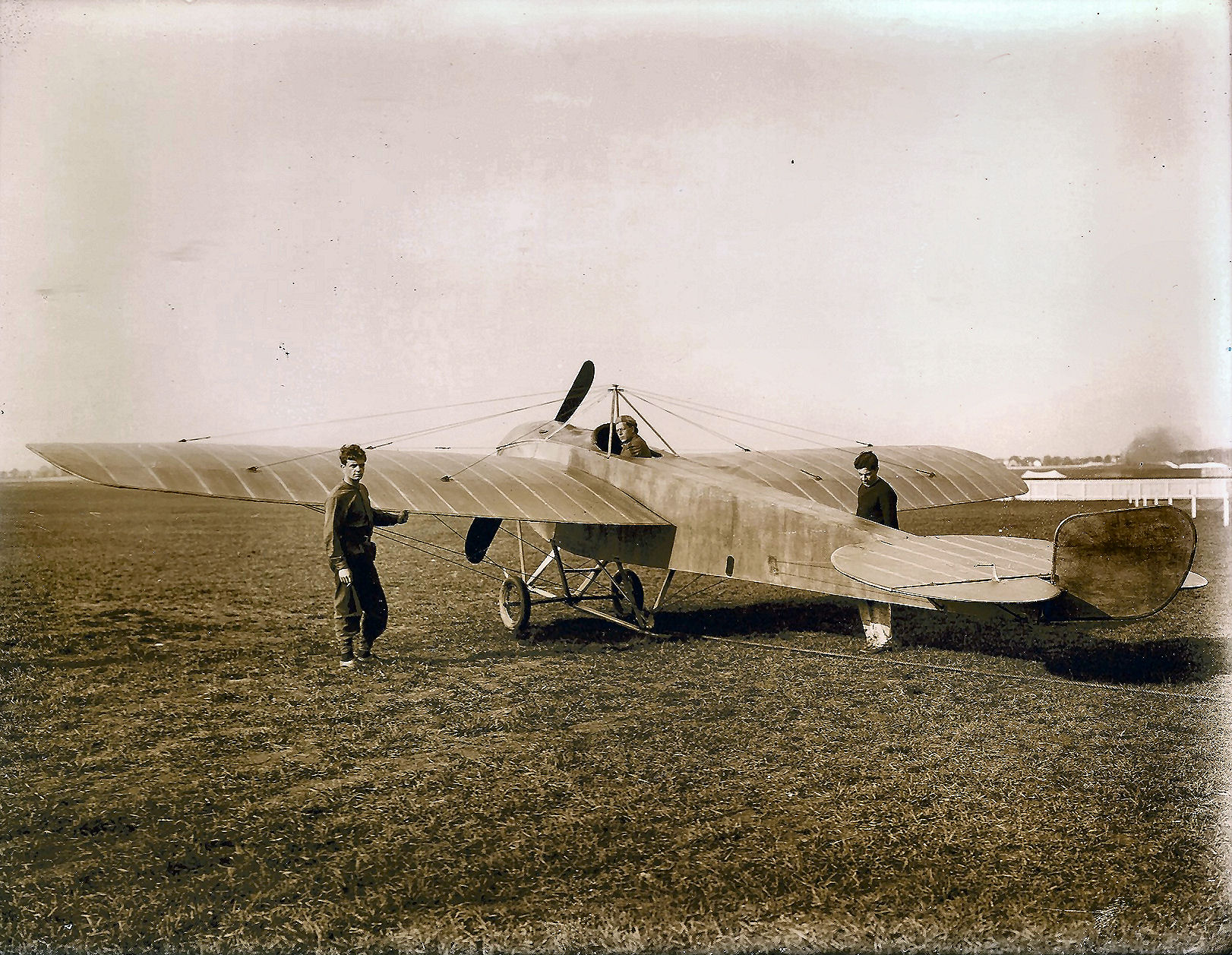
Nieuport IV.G
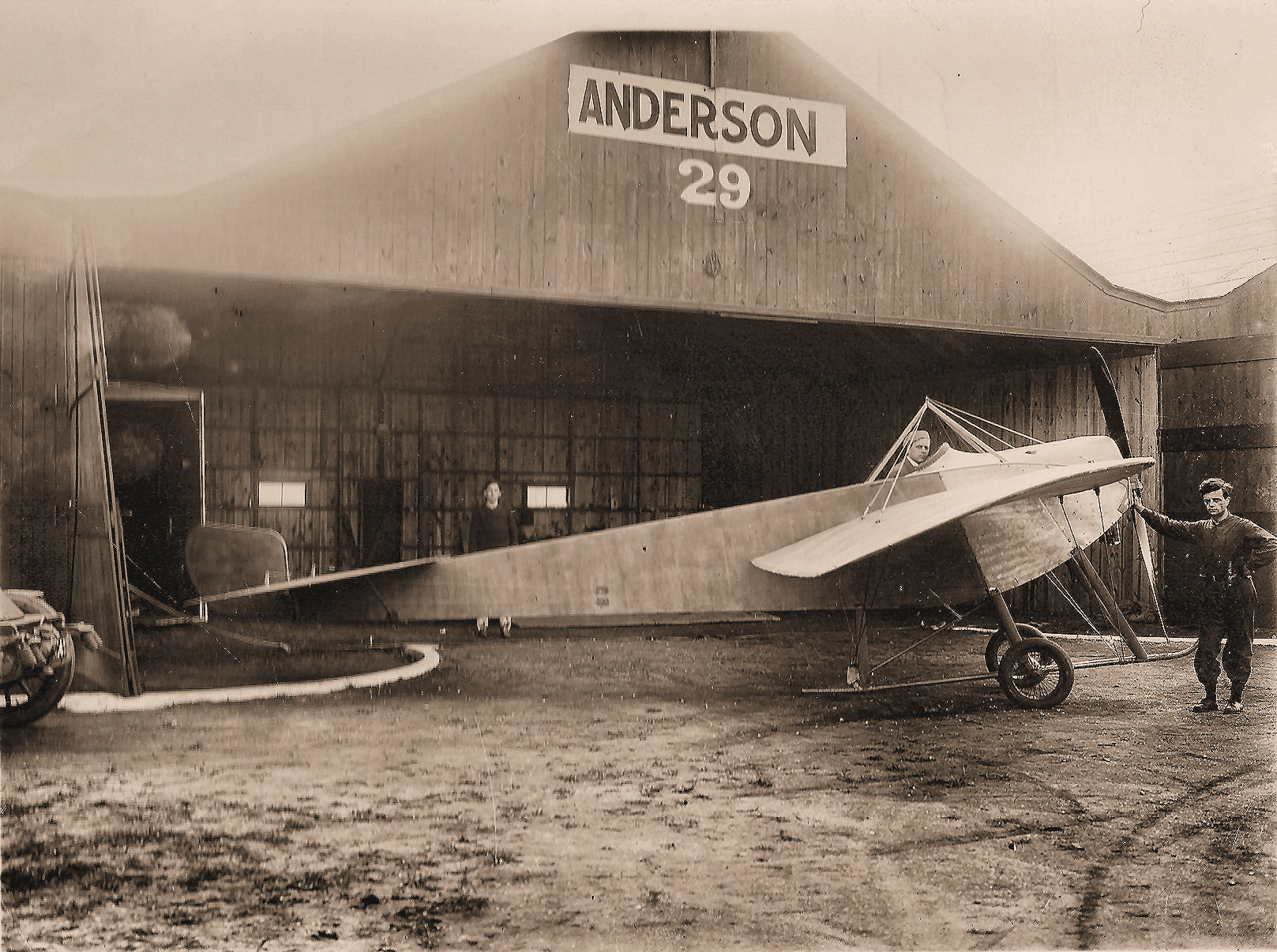
Nieuport IV.G
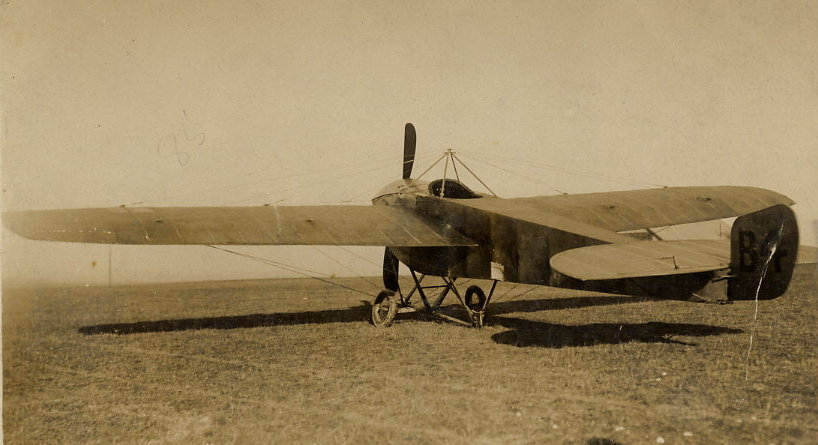
Nieuport IV.G
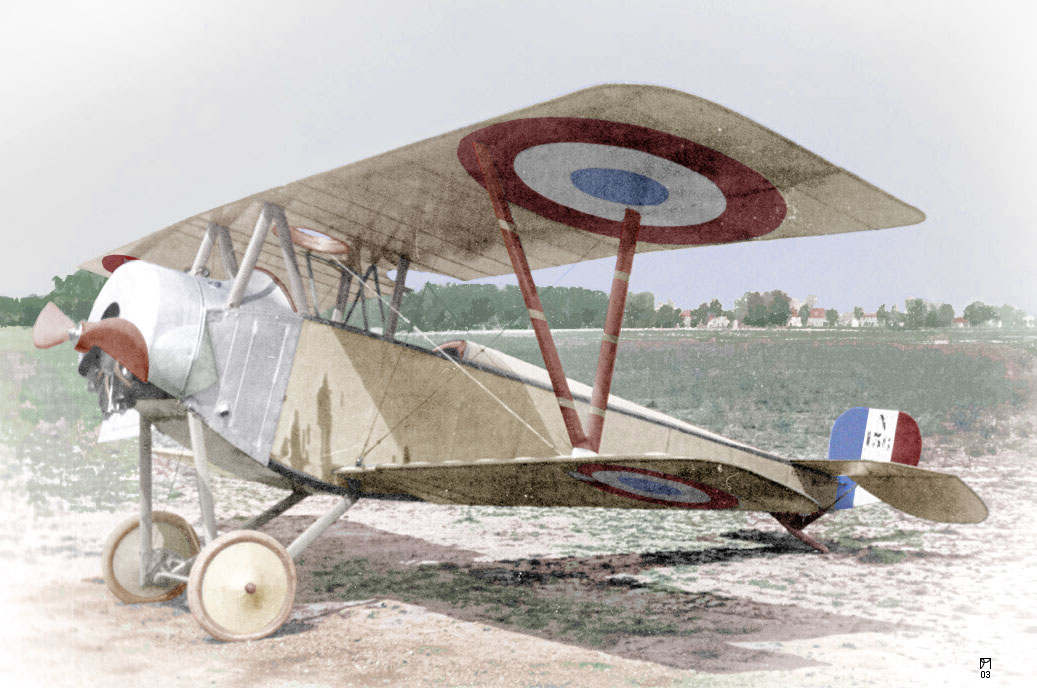
Nieuport 10 C.1
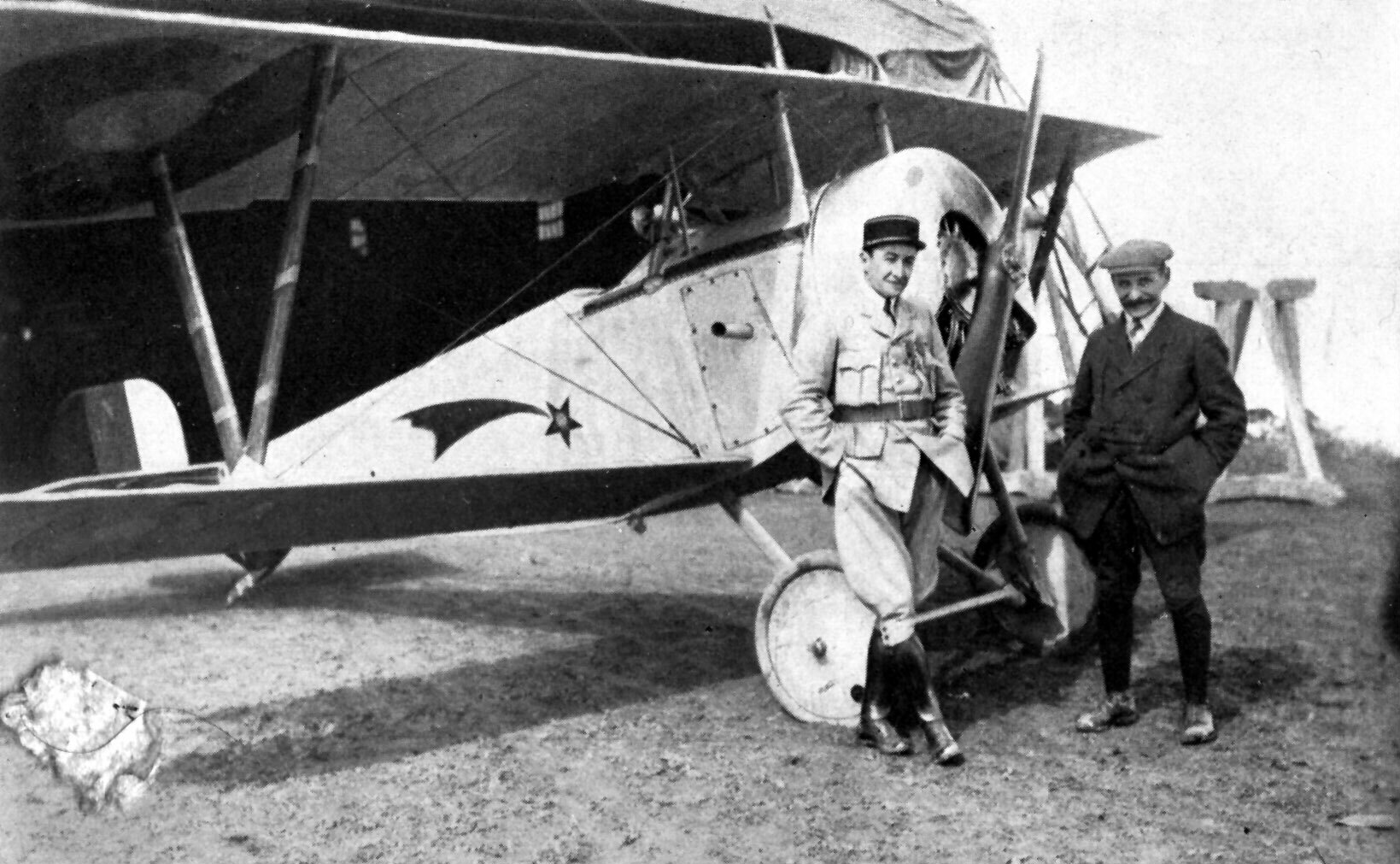
Nieuport 11 C.1
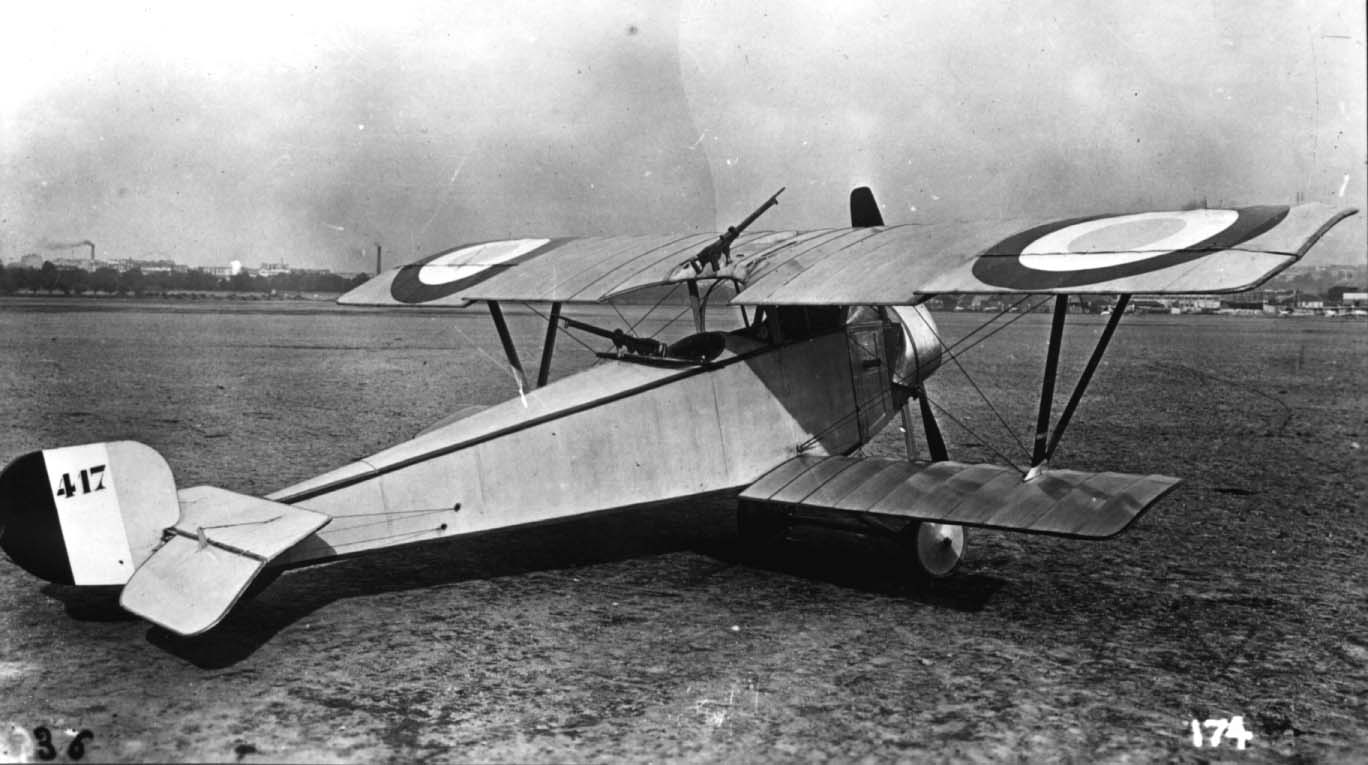
Nieuport 12 A.2 Прототип
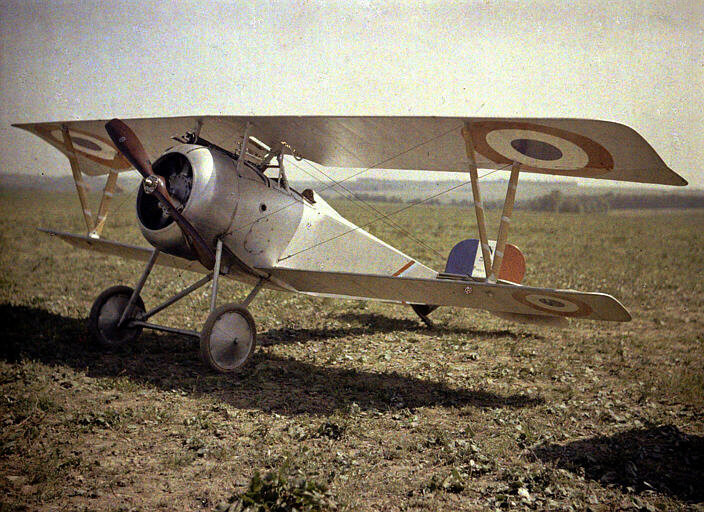
Nieuport 17 C.1
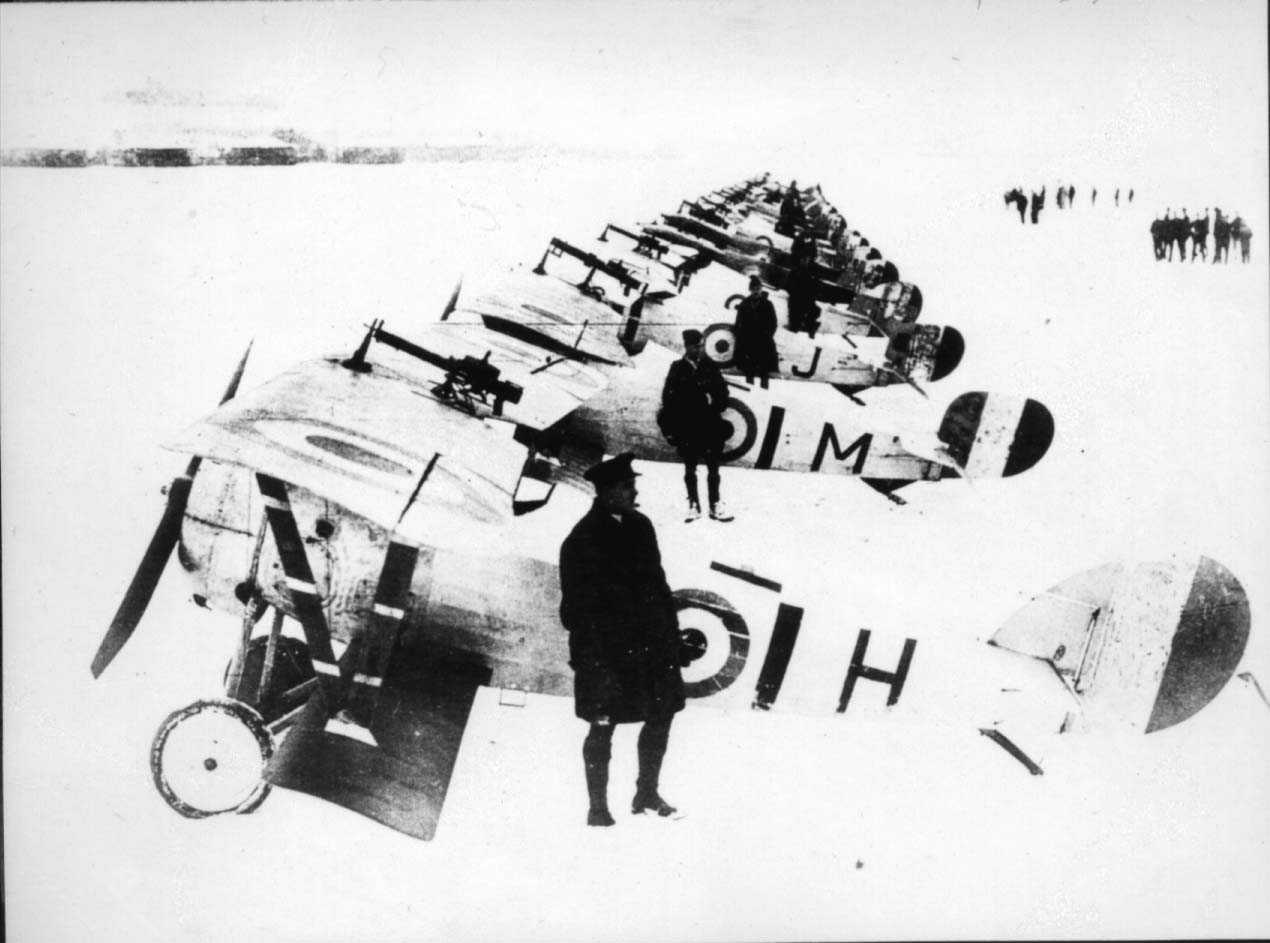
Nieuport 27 C.1, на переднем плане Nieuport 24bis C.1
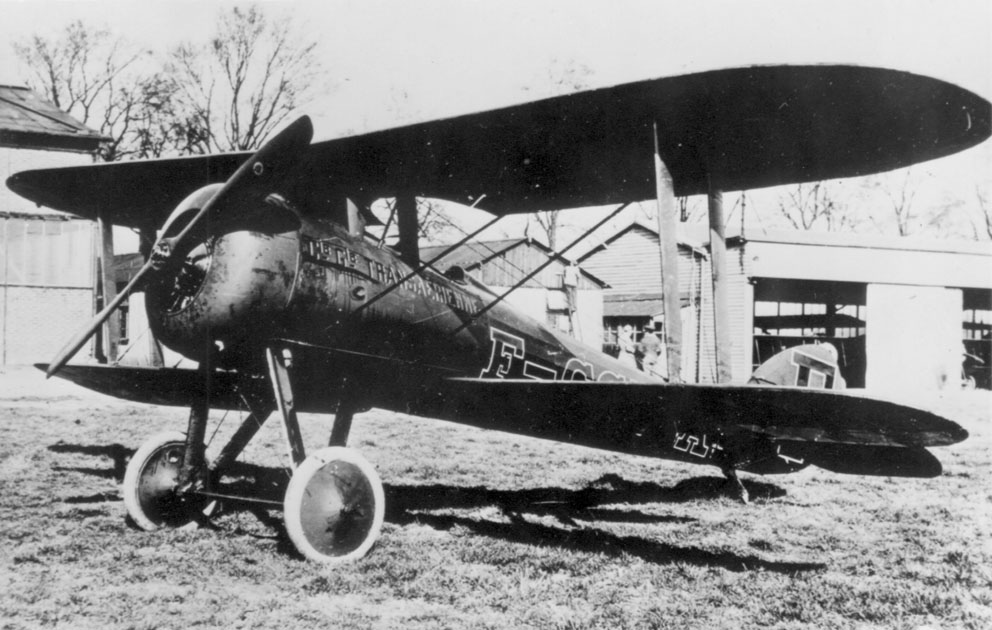
Nieuport 28 C.1
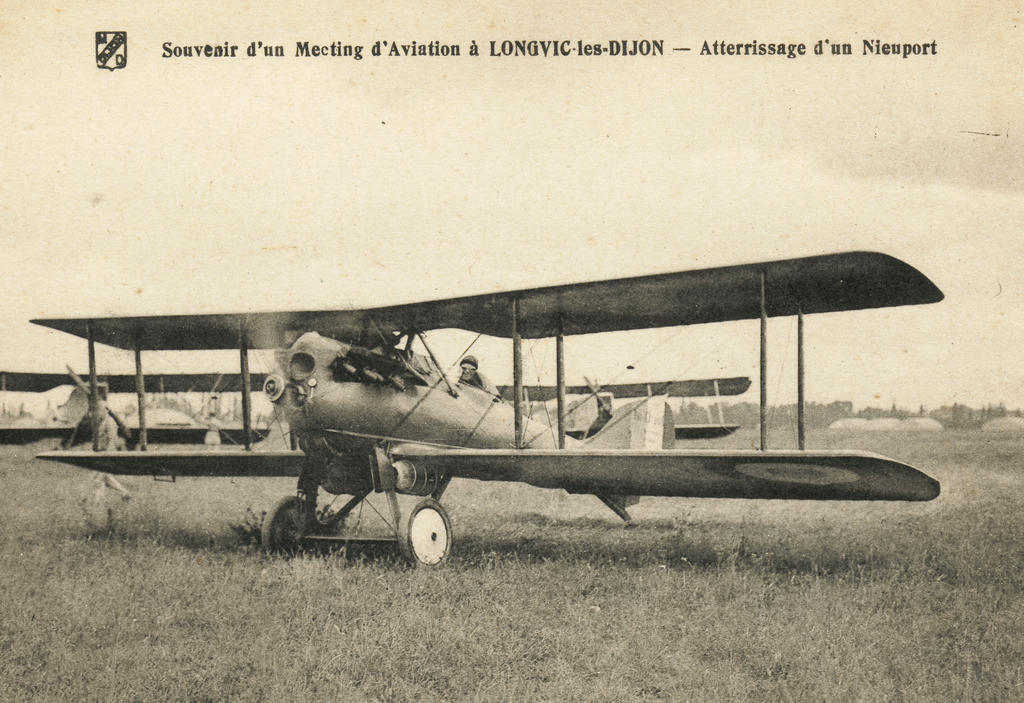
Nieuport-Delage 29 C.1
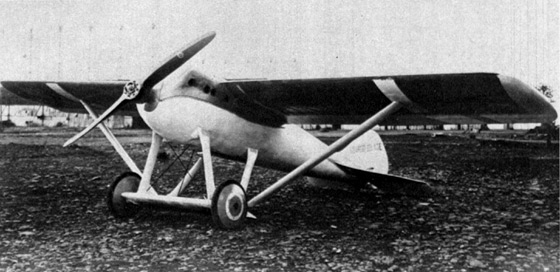
Nieuport 31